# Seznam uměleckých realizací ve veřejném prostoru v Modřanech
Seznam uměleckých realizací v Modřanech v Praze 12 obsahuje tvorbu výtvarných umělců umístěnou ve veřejném prostoru v katastrálním území Modřany. Seznam je řazen podle ulic a nemusí být úplný.

## Seznam uměleckých realizací
| Název                                                                                  | Fotografie                                                                 | Lokace                                                           | Autor                                                     | Rok       | Popis                                              | Poznámka                                                                                             |
| -------------------------------------------------------------------------------------- | -------------------------------------------------------------------------- | ---------------------------------------------------------------- | --------------------------------------------------------- | --------- | -------------------------------------------------- | --- |
| reliéfy Slunce a Měsíc (†)                                                             |                                                                            | Botevova 3114/14 50°0′31,1″ s. š., 14°25′8,63″ v. d.             | Pravoslav Rada (1923–2011)                                | 1984      | reliéf, porcelán                                   | základní škola, odstraněno při rekonstrukci                                                          |
| Plastika Nový Prometeus pro závod Sigma Modřany (†)                                    |                                                                            | Do Koutů 49°59′32,54″ s. š., 14°25′5,23″ v. d.                   | Ladislav Janouch (*1944)                                  | 1980      | socha, pískovec                                    | závod Sigma Modřany                                                                                  |
| Dáma                                                                                   |                                                                            | Hasova 3094/3 50°0′42,65″ s. š., 14°25′36,73″ v. d.              | Jindřiška Radová (*1925) Pravoslav Rada (1923–2011)       | 1983      | herní prvek, porcelán                              | mateřská škola                                                                                       |
| Pán                                                                                    |                                                                            | Hasova 3094/3 50°0′42,65″ s. š., 14°25′36,73″ v. d.              | Jindřiška Radová (*1925) Pravoslav Rada (1923–2011)       | 1983      | herní prvek, porcelán                              | mateřská škola                                                                                       |
| Fontána s plastikou Jablko                                                             | Kategorie „Fontána s plastikou Jablko (Rudolf Polák)“ na Wikimedia Commons | Jordana Jovkova 50°0′28,79″ s. š., 14°25′21,81″ v. d.            | Rudolf Polák (*1933) František Tesař (*1936)              | 1986      | fontána, ocel                                      | původní keramický obklad nahrazen kamennou kostkou                                                   |
| Domovní znamení (2)                                                                    | Kategorie „Domovní znamení Klostermannova (Modřany)“ na Wikimedia Commons  | Klostermannova 50°0′23,55″ s. š., 14°24′19,27″ v. d.             |                                                           | 1950–1959 | domovní znamení, keramika                          | čp. 1718/10 čp. 1717/12                                                                              |
| Socha ženy                                                                             | Kategorie „Socha dívky (Kormidelnická)“ na Wikimedia Commons               | Kormidelnická 50°0′49,81″ s. š., 14°24′0,22″ v. d.               |                                                           |           | socha                                              | původně u vjezdu do továrny Orion, která zde stála                                                   |
| reliéfy Motýl a Slepice                                                                |                                                                            | Krouzova 3036/10 50°0′40,27″ s. š., 14°25′11,16″ v. d.           | Pravoslav Rada (1923–2011)                                | 1982      | reliéf, porcelán                                   | mateřská škola                                                                                       |
| Symbol rozpuku života                                                                  | Kategorie „Symbol rozpuku života (Jan Hána)“ na Wikimedia Commons          | Kutilova 50°0′47,24″ s. š., 14°25′17,06″ v. d.                   | Jan Hána (1927–1994) Vladimír Sochor (*1941)              | 1985      | socha; bronz, kámen                                | obchodní centrum Labe                                                                                |
| Pták (†)                                                                               |                                                                            | Levského 3203/19 50°0′26,95″ s. š., 14°25′55,91″ v. d.           | Pravoslav Rada (1923–2011)                                | 1983      | herní prvek; keramika, beton                       | mateřská škola, odstraněno 2005                                                                      |
| Pán                                                                                    |                                                                            | Levského 3203/19 50°0′27,97″ s. š., 14°25′55,63″ v. d.           | Pravoslav Rada (1923–2011)                                | 1980–1989 | reliéf, porcelán                                   | mateřská škola                                                                                       |
| Soubor sgrafit v MŠ Tyršovka                                                           |                                                                            | Lysinská 184/45 50°0′50,93″ s. š., 14°24′34,01″ v. d.            | Lumír Topinka (1927–2002)                                 | 1984      | sgrafita; štuk, omítka                             | mateřská škola                                                                                       |
| Vltava                                                                                 | Kategorie „Vltava (Jiří Novák)“ na Wikimedia Commons                       | Obchodní náměstí 1590/4 50°0′17,47″ s. š., 14°24′19,57″ v. d.    | Jiří Novák (1922–2010) Jiří Novotný st.                   | 1982      | reliéf, hliník                                     | obchodní centrum Vltava                                                                              |
| Kovová plastika - fontána s rostlinným motivem před velkoprodejnou Vltava (†)          |                                                                            | Obchodní náměstí 1590/4 50°0′19,1″ s. š., 14°24′17,48″ v. d.     | Karel Kronych (*1926)                                     | 1977      | fontána, slitiny železa a neželezné kovy           | exteriér                                                                                             |
| Keramické pítko pro ptáky v areálu MŠ Zvoneček                                         |                                                                            | Pejevové 3135/34 50°0′29,87″ s. š., 14°25′24,89″ v. d.           | Jindřiška Radová (*1925)                                  | 1984      | pítko, keramika                                    | mateřská škola, poškozeno                                                                            |
| Motýl                                                                                  |                                                                            | Pejevové 3135/34 50°0′30,98″ s. š., 14°25′23,43″ v. d.           | Pravoslav Rada (1923–2011)                                | 1984      | reliéf, keramika                                   | mateřská škola                                                                                       |
| Růže                                                                                   | Kategorie „Růže (Ladislav Kovařík)“ na Wikimedia Commons                   | Pertoldova 3345/8 50°0′1,79″ s. š., 14°25′37,68″ v. d.           | Ladislav Kovařík (*1932)                                  | 1987      | socha, pískovec                                    | Kulturní a obchodní centrum Otava                                                                    |
| Dáma                                                                                   |                                                                            | Platónova 3288/28 50°0′1,88″ s. š., 14°25′24,06″ v. d.           | Jindřiška Radová (*1925) Pravoslav Rada (1923–2011)       | 1986      | herní prvek, keramika                              | mateřská škola                                                                                       |
| Rozvoj techniky a průmyslu v atriu ZŠ                                                  |                                                                            | Rakovského 3136/1 50°0′33,76″ s. š., 14°25′22,32″ v. d.          | Josef Hvozdenský (1932–2009)                              | 1985      | socha, bronz                                       | základní škola, atrium                                                                               |
| Keramická plastika Pes a kočka před nákupním střediskem na sídlišti v Modřanech (1+1†) | Kategorie „Pes a kočka (Štefan Malatinec)“ na Wikimedia Commons            | Rilská 50°0′31,7″ s. š., 14°25′40,14″ v. d.                      | Štefan Malatinec (1930–2010) Libuše Korandová (1924–1991) | 1985      | socha; beton, glazovaná keramika                   | plastika psa v přikrčené poloze chybí (asi od 2000), původně umístěna na protější polovině podstavce |
| Keramická plastika v bazénu polikliniky (†)                                            |                                                                            | Soukalova 3355/3 50°0′21,31″ s. š., 14°24′51,88″ v. d.           | Marta Taberyová (*1930)                                   | 1987      | fontána, socha; glazovaná keramika                 | Poliklinika Modřany                                                                                  |
| Vodník                                                                                 |                                                                            | údolí Cholupického potoka 49°59′39,3″ s. š., 14°25′42,76″ v. d.  |                                                           |           | socha, pískovec (?)                                | u studánky Pod Beránkem.                                                                             |
| Beránek                                                                                |                                                                            | údolí Cholupického potoka 49°59′39,17″ s. š., 14°25′42,72″ v. d. |                                                           |           | keramika                                           | na studánce Pod Beránkem.                                                                            |
| Pán v klobouku                                                                         |                                                                            | Urbánkova 3347/2 50°0′5,46″ s. š., 14°25′29,65″ v. d.            | Jindřiška Radová (*1925) Pravoslav Rada (1923–2011)       | 1986      | herní prvek, glazovaný porcelán na betonovém jádru | mateřská škola                                                                                       |
| Plastika s motivem kytice blatouchů v areálu DDM Urbánkova                             |                                                                            | Urbánkova 3348/4 50°0′6,65″ s. š., 14°25′33,3″ v. d.             | Jindřiška Radová (*1925) Pravoslav Rada (1923–2011)       | 1980–1989 | herní prvek, keramika                              | bývalý Dům dětí a mládeže, poškozeno                                                                 |
| Pták (†)                                                                               |                                                                            | Urbánkova 3374/18 50°0′6,49″ s. š., 14°25′48,53″ v. d.           | Pravoslav Rada (1923–2011)                                | 1980–1989 | herní prvek, keramika                              | mateřská škola, odstraněno 2012                                                                      |